# Sokołowo (gmina Brześć Kujawski)
Sokołowo – wieś w Polsce położona w województwie kujawsko-pomorskim, w powiecie włocławskim, w gminie Brześć Kujawski.
W latach 1975–1998 miejscowość należała administracyjnie do województwa włocławskiego. Według Narodowego Spisu Powszechnego (III 2011 r.) liczyła 130 mieszkańców. Jest dwudziestą co do wielkości miejscowością gminy Brześć Kujawski.
Została założona przed 1226 rokiem. Pierwszą udokumentowaną wzmiankę o miejscowości (wówczas był to Sokołów) odnotowano w roku 1433.